# مدرسه شریعتی
 مدرسهٔ شریعتی  واقع در شهر بندرعباس در بخش مرکزی از توابع شهرستان بندرعباس در استان هرمزگان و یکی از نقاط دیدنی استان هرمزگان در جنوب ایران است و بود .
این بنا، از عمارتهای در دورهٔ پهلوی می‌باشد و توسط جری پولاک طراحی شده‌است . این مدرسه به گونه‌ای احداث گردیده که با شرایط آب و هوایی منطقه سازگار بوده و جریان باد به سهولت به تمام قسمت بنا حرکت می‌کند .

## منبع
- زنده دل، دستیاران، حسن. (مجموعه کتابهای راهنمای جامع ایرانگردی استان هرمزگان)  ج۱. چاپ وانتشار سال ۱۹۹۸ میلادی.